# Way 2 Fonky
Way 2 Fonky è il secondo album del rapper statunitense DJ Quik, pubblicato il 21 luglio 1992. L'album è distribuito per i mercati di Stati Uniti, Canada e Regno Unito da Profile. Nel 1998 è commercializzato nuovamente nel mercato statunitense da Arista.
Il 9 ottobre del 1992 è certificato disco d'oro dalla RIAA.

## Ricezione
| Recensione           | Giudizio |
| -------------------- | -------- |
| AllMusic             | [ 1 ]    |
| RapReviews           | [ 4 ]    |
| Entertainment Weekly | B        |
| Los Angeles Times    | [ 6 ]    |

L'album ottiene generalmente recensioni positive. Ron Wynn di Allmusic elogia solamente il singolo Jus Lyke Compton, descritto dal critico come impareggiabile per «intensità e intelligenza». Emanuel Wallace di RapReviews scrive che l'uscita di The Chronic di Dr. Dre ha oscurato tutte le altre produzioni del 1992, tra cui anche il secondo album di DJ Quik.

## Tracce
1. America'z Most Complete Artist – 3:30 (testo: Andre Young, David Blake, George Clinton, Tracy Curry, Dunbar – musica: DJ Quik)
2. Mo' Pussy – 3:40 (testo: Blake, The Gap Band – musica: DJ Quik)
3. Way 2 Fonky – 3:20 (testo: Blake – musica: DJ Quik, Rob "Fonksta" Bacon)
4. Jus Lyke Compton – 4:10 (DJ Quik, Rob "Fonksta" Bacon)
5. Quik'z Groove II (For U 2 Rip 2) – 2:32 (DJ Quik)
6. Me Wanna Rip Ya Girl – 4:37 (DJ Quik)
7. When You're a Gee (featuring Playa Hamm) – 4:07 (testo: Blake, Milo, Strong, Norman Whitfield – musica: DJ Quik)
8. No Bullshit (featuring K.K.) – 1:56 (testo: Blake, Kai McDonald – musica: DJ Quik)
9. Only Fo' Tha Money (featuring 2nd II None) – 3:58 (testo: Darius Barnett, Blake, McDonald, Reeves, Russell Simmons, Smith, Spicer – musica: DJ Quik)
10. Let Me Rip Tonite (featuring Darreyn Johnson, Sexy Leroy & The Chocolate Lovelites) – 4:16 (testo: Barnett, Blake, Bonner, Jones, McDonald, Middlebrooks, Morrison, Napier, Noland, Pierce, Webster – musica: DJ Quik)
11. Niggaz Still Trippin' (featuring 2nd II None, AMG, Hi-C & JFN) – 4:07 (testo: Barnett, Blake, Davis, Johnson, Jason Lewis, McClein, Najar, Peters, Phillips, Smith, Spri, Crawford Wilkerson – musica: DJ Quik)
12. Tha Last Word – 2:28 (DJ Quik)

Durata totale: 42:41

## Classifiche

### Classifiche settimanali
| Classifica (1992)         | Posizione massima |
| ------------------------- | ----------------- |
| Stati Uniti               | 29                |
| US Top R&B/Hip-Hop Albums | 9                 |

### Classifiche di fine anno
| Classifica (1992)         | Posizione massima |
| ------------------------- | ----------------- |
| US Top R&B/Hip-Hop Albums | 64                |